# انتباذ بطاني بوقي
يُعرف الانتباذ البطاني البوقي في طب النساء على أنه حالة تظهر فيها النسيج الطلائي لقناة فالوب خارج قناة فالوب.كا زال سبب تلك الحالة غير معروفًا حتى الآن؛ إلا أنه من المقبول أن تلك الحالات تنشأ من قصور تطو أنسجة الجوف العام، وغالبًا ما تكون تلك الحالة نتيجة عرضية ولا ترتبط عادةً مع أي مرض.

## الأعراض
لم يتم تحديد شدة خطورة حالات الانتباذ البطاني البوقي حتى الآن. يختلف الخبراء الطبيون حول ما إذا كانت الحالة نفسها تسبب مشاكل أو ما إذا كانت نتيجة غير متناظرة. تشمل الأعراض الشائعة، آلام الحوض، والعقم، وعدم انتظام الدورة الشهرية وعسر الجماع.
تشير تقارير أخرى إلى أن آلام الظهر المزمنة تظهر بشكل مشترك في الحالات قبل سنوات من التشخيص. لا يزال الخبراء غير متأكدين من تلك المعلومات لندرة حدوث تلك الحالات وانعدام المعرفة التي تمثل تحديًا.
يمكن أن يسبب هرمون الإستروجين تلك الحالات كما يحدث في حالات الانتباذ البطاني الرحمي، حيث ينمو النسيج الطلائي خارج أنابيب فالوب وتنتشر في المناطق المحيطة بها. تسبب مستويات الإستروجين العالية تكاثر الأنسجة الغدية بشكل أكبر، وخاصةً عدد ونشاط الخلايا الظهارية مهدبة (التي من شأنها عادة أن تبطن أنابيب فالوب).

## التشخيص
يتم تشخيص الانتباذ البطاني البوقي على يد طبيب علم الأمراض عن طريق الخزعة.
تتميز تلك الحالات بوجود تكيسات مبطنة بنسيج طلائي يشبه ذلك المبطن لقناة فالوب -على سبيل المثال النسيج الظهاري - محاطًا بالتليف. لا ترتبط تلك الحالات غالبًا بحدوث نزف.
تعتبر التكيسات المبطنة بنسيج طلائي يشبه ذلك المبطن لقناة فالوب، محاطًا بالسيج حيواني نوعًا من أنواع الانتباذ البطاني الرحمي، وليس نوعًا من أنواع الانتباذ البطاني البوقي.
يمكن العثور على الانتباذ البطاني البوقي أحيانًا في العقد اللمفاوية، ويمكن أن يُساء تشخيصها على أنها ورم خبيث.

## العلاج
حيت أن الانتباذ البطاني البوقي لا يعتبر حالة مرضية خطيرة، فإن العلاج ليس ضروريًا دائمًا. ومع ذلك تحتاج الحالات إلى علاج المشاكل الأخرى الناجمة عن هذه الحالة، مثل تكيسات المبيض، ومشاكل الخصوبة، وألم الحوض، والالتصاقات، وعسر الجماع.
يمكن علاج حالات الانتباذ البطاني البوقي على غرار الانتباذ البطاني الرحمي، التي تسبب كميات كبيرة من الألم مع الاستئصال الجراحي من قبل الأخصائيين، على الرغم من عدم اعتبار هذا علاجًا. يمكن أن يساعد إزالة الأنسجة، الخراجات، والالتصاقات على الحد من الأعراض بشكل كبير. يعتقد بعض الجراحين أن استخدام البروجسترون يساعد أيضًا في تقليل الأعراض، حيث يبقي تعاطي البروجستيرون المرأة في وقت ثابت من دورة الطمث. يمنع هذا الجسم من الوصول إلى مستويات عالية من هرمون الإستروجين التي تظهر أثناء الإباضة وزيادة تفاقم الحالة. يتم تشجيع النساء على تناول الوجبات الغذائية منخفضة هرمون الاستروجين. وهذا يعني تجنب الأطعمة مثل الصويا، عرق السوس الأسود، والتوفو، على سبيل المثال لا الحصر.

## صور إضافية

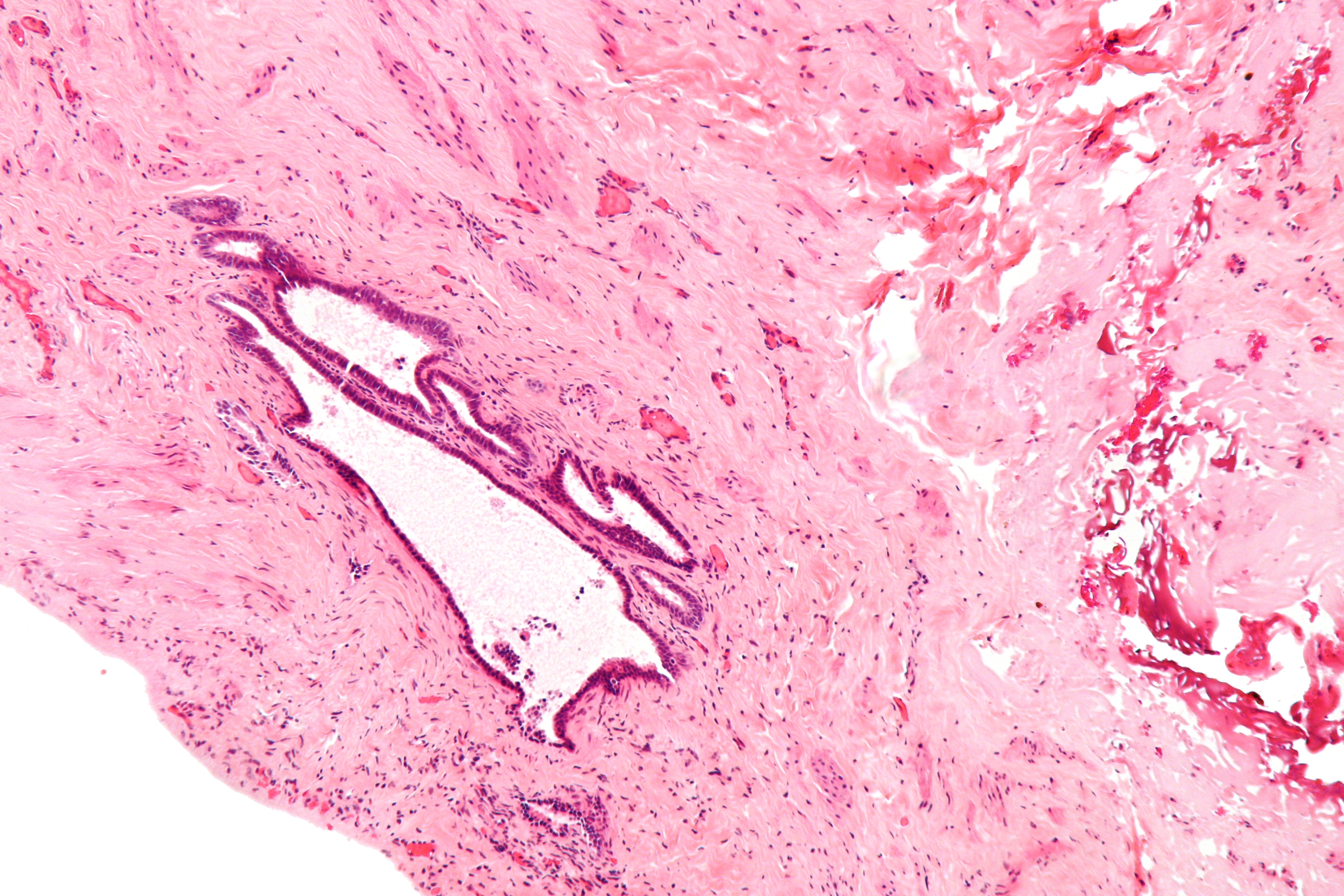
تكبير متوسط
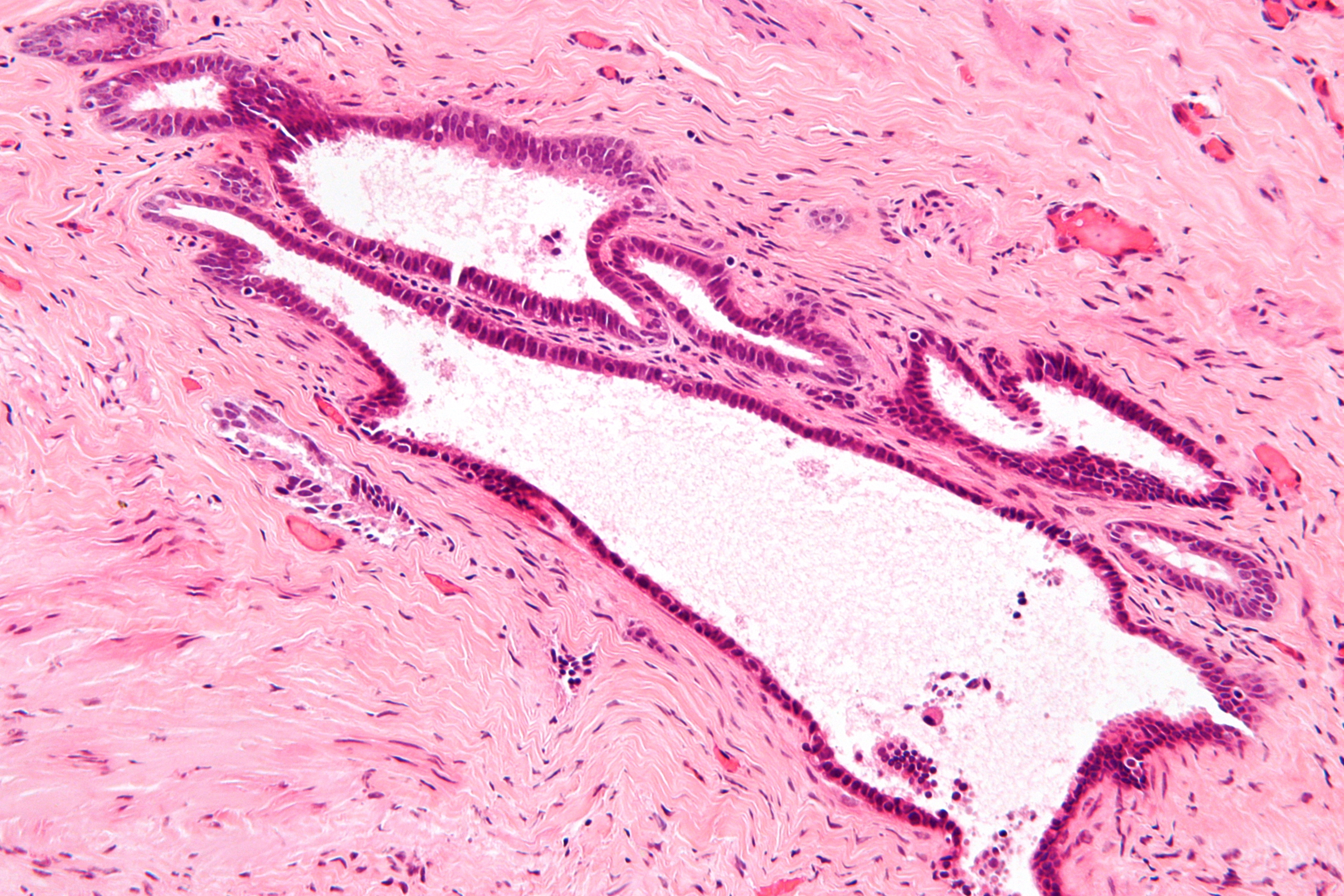
تكبير عالٍ
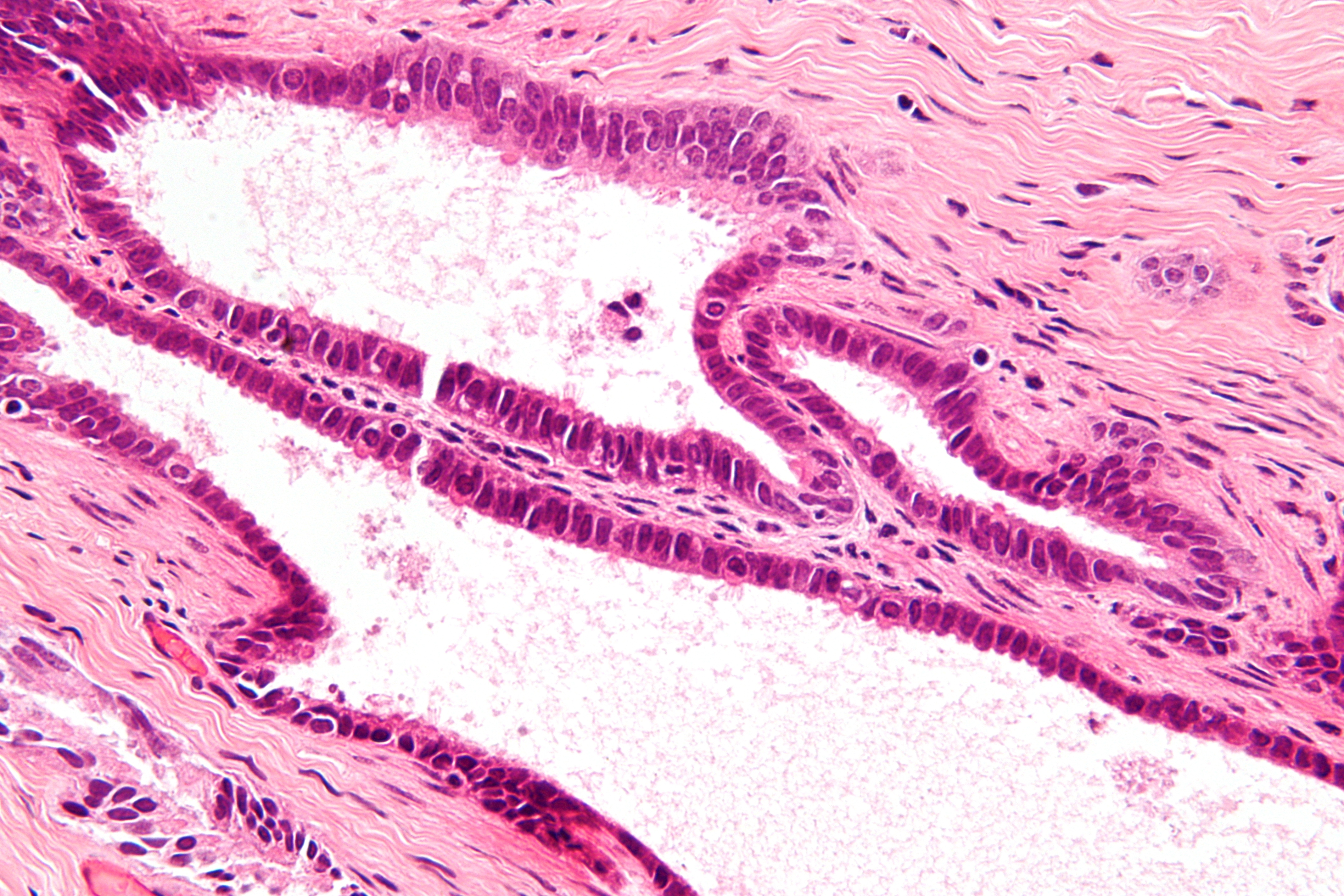
تكبير عالٍ جدًا

## وصلات خارجية
- Endosalpingiosis (nature.com)